# Takt time
Takt time es el tiempo medio entre el inicio de la producción de una unidad y el inicio de la producción de la siguiente, cuando dichos inicios son establecidos para coincidir con la tasa de la demanda del cliente. Por ejemplo, si consideramos que un cliente necesita 10 unidades por semana de un determinado producto, una semana de 40 horas de trabajo y que el flujo de trabajo será constante a través de la línea de producción, el tiempo medio entre el comienzo de la producción de cada unidad debería ser 4 horas (de hecho debería ser menos que eso debido a que hay que tener en cuenta ciertas interrupciones como tiempos de inactividad de la máquina y descansos programados de los empleados). De esta forma se alcanzaría el rendimiento de producción de 10 unidades a la semana que el cliente necesita. 
Es común considerar erróneamente que el Takt time se refiere al tiempo que tarda en realizarse el producto. De hecho, Takt Time simplemente refleja el ciclo de producción que se necesita para que coincida la demanda. En el ejemplo anterior, no importa que el tiempo para realizar el producto sea de 4 minutos o 4 años, el Takt time debería de ser de 4 horas. Si un proceso o una línea de producción es incapaz de producir al ritmo establecido por el Takt time, habrá que rectificar la velocidad de demanda, los recursos a aplicar o  rediseñar el proceso de producción. 

## Etimología
Takt Time es un término adaptado de la palabra Japonesa takutotaimu  (タクトタイム), la cual a su vez es adaptada del Alemán Taktzeit, cuyo significado es "intervalo temporal". La palabra fue introducida por los ingenieros alemanes en la década de 1930.

## Definición
Considerando que un producto se fabrica a razón de una unidad por cada cantidad de tiempo establecida; que esta producción se realiza en un ciclo constante; y que ese ciclo se desarrolla  durante el tiempo disponible de trabajo en una línea de producción, el Takt time es la cantidad de tiempo que debe transcurrir entre la finalización de dos unidades consecutivas con el objetivo de satisfacer la demanda establecida. 
Takt Time puede ser determinado con la fórmula:
{\displaystyle T={\frac {T_{a}}{D}}}
en la que:

T=Takt Time, o tiempo de trabajo entre dos unidades consecutivas
Ta= tiempo neto disponible para trabajar, o tiempo de trabajo por periodo.
D= demanda (del cliente), o unidades requeridas por periodo

El tiempo neto disponible es la cantidad de tiempo establecida para que el trabajo sea hecho. Esto excluye pausas para descanso y cualquier parada preestablecida, como mantenimiento programado, pausas para dar instrucciones, etc.

Ejemplo: 
Si tenemos un total de 8 horas (o 480 minutos) en un turno de trabajo (tiempo bruto), al cual se le descuenta 30 minutos para almorzar, 30 minutos para descanso (2 descansos de 15 minutos), 10 minutos para dar instrucciones y 10 para comprobaciones básicas de mantenimiento, entonces el tiempo neto disponible de trabajo será = 480 - 30 - 30 - 10 - 10 = 400 minutos.

Si el cliente demandase 400 unidades al día y la producción se realizase mediante un turno diario, la línea de producción requeriría un ritmo de producción mínimo de una unidad por minuto para ser capaz de mantenerse por encima de la demanda del cliente.

En realidad, los operarios y la maquinaria no pueden mantener el 100% de la eficiencia ya que inevitablemente existirán pausas no programadas. Por ello se habrán de considerar ciertos márgenes debido a estas pausas y la línea de producción deberá tenerlas en cuenta a la hora de ser configurada. Consecuentemente el ciclo de producción deberá ser ligeramente más rápido para poder absorber estas hipotéticas pausas no programadas.
Por otra parte el Takt time ha de ser ajustado de acuerdo a los requerimientos dentro de la empresa. Por ejemplo, si un departamento de la empresa suministra piezas a varias líneas de producción, es habitual usar Takt Times similares en todas las líneas para adecuar el flujo de trabajo de la estación previa. La demanda de cliente puede ser satisfecha ajustando el tiempo de trabajo diario, reduciendo ciclos de producción en máquinas,...

## Implementación
El Takt time es una estimación teórica a aplicar en un entorno de producción. Es usado en la industria (fundición, perforación, o preparación de un puesto de trabajo para otra tarea), tareas de control (pruebas de componentes o ajuste de maquinaria), o en administración (Respuestas estándares a consultas u operaciones de call Center). Sin embargo su uso más común se hace en líneas de producción o cadenas de montaje en las cuales el producto se traslada a lo largo de las diferentes estaciones que componen cada línea o cadena de montaje, en cada una de las cuales se realiza una serie de tareas predefinidas.
Una vez que un Sistema Takt ha sido implementado esto conlleva una serie de beneficios:
- El producto se mueve a lo largo de una línea de producción, por lo que los "cuellos de botella" (estaciones en las que se necesita más tiempo que lo planeado) son fácilmente identificados cuando el producto no se mueve en el tiempo establecido. De esta forma es más fácil que, una vez identificados estos cuellos de botella, se puedan tomar las medidas correctivas para que esa estación se adapte al ritmo de las demás de la línea de producción.
- De la misma forma, estaciones que no operan de forma fiable (sufriendo, por ejemplo, frecuentes paradas por averías) son fácilmente identificadas.
- El Takt deja solo una cierta cantidad de tiempo para crear el valor agregado real. Por lo tanto conlleva una motivación extra para deshacerse de las tareas que no añaden un valor real -o desperdicios- (como preparación de maquinaria, agrupar herramientas, transporte de productos, etc)
- Los trabajadores y la maquinaria se agrupan por tareas similares, así no tienen que adaptarse a nuevos procesos cada día, y de esta forma incrementan su productividad.
- En un sistema Takt no hay espacio físico entre estaciones para que no haya un desplazamiento innecesario del producto que se encuentre ya dentro de la línea de ensamblaje antes de ser completado. De esta forma la posibilidad de ser dañado en el traslado entre estaciones se minimiza.

Algunas desventajas del sistema Takt Time son:
- Cuando la demanda del cliente aumenta tanto que el Takt Time corre el riesgo de colapsarse, muchas tareas han de ser reorganizadas para que duren incluso menos y de esta forma encajen en un sistema Takt Time más breve, o bien han de ser divididas en dos estaciones para cubrir la misma tarea (lo cual implica que otra estación tiene que reducir su espacio físico para dar cabida a la estación doblada dentro de la línea de producción establecida, y los trabajadores se han de adaptar a la reducción de espacios que esta conlleva)
- Cuando una estación por cualquier motivo se  avería la línea completa se detendrá súbitamente, a menos que exista una capacidad de absorción por parte de las estaciones precedentes de los productos que se puedan acumular, y de la misma forma que las siguientes estaciones tengan capacidad para alimentarse de otros productos. Un buffer o colchón del 3 al 5% de tiempo inactivo permite algunos ajustes puntuales o tiempo para recuperarse de averías.[2]
- Un Takt Time demasiado breve puede producir un estrés considerable en las partes movibles o engranajes de un sistema o subsistema de producción. En sistemas o subsistemas automatizados incrementar el estrés mecánico aumenta la posibilidad de averías, y en sistemas o subsistemas no automatizados el personal ha de enfrentarse tanto a estrés físico (el cual aumenta el riesgo de daño por movimiento repetitivo), como un incremento de estrés emocional y/o una pérdida de motivación, hasta el punto de aumentar el absentismo laboral.
- Las tareas tienen que ser niveladas para asegurar que no hay sobreproducción de algunas estaciones que provocan acumulaciones de productos antes de las siguientes estaciones que éstas no pueden absorber. Esto disminuye la flexibilidad del sistema y su funcionamiento como un todo.
- El concepto de Takt Time no cuenta con factores humanos tales como que un operador necesita una pausa inesperada para ir al baño o un breve periodo de descanso entre tareas (especialmente para procesos que implican una actividad física significativa). En la práctica esto significa que los procesos de producción deben ser realistas y tener la capacidad de operar en determinadas circunstancias sobre el Takt time estándar, y la demanda debe ser nivelada para evitar que la capacidad de la línea de producción no se desperdicie.